# Markarian 421
Markarian 421 é um blazar localizado na constelação de  Ursa Major.  
O objecto é uma galáxia activa e um objecto BL Lacertae, sendo uma grande fonte de raios gama. Está a cerca de 360 milhões de anos-luz da Terra, sendo um dos blazares mais próximos, tornando-o num dos quasares mais luminosos no céu noturno. Suspeita-se que tenha um buraco negro supermassivo no seu centro, devido à sua natureza activa. Possui uma galáxia companheira que está a alimentar os jactos de gás que se observam a serem ejectados da galáxia.